# Agricola finska församling

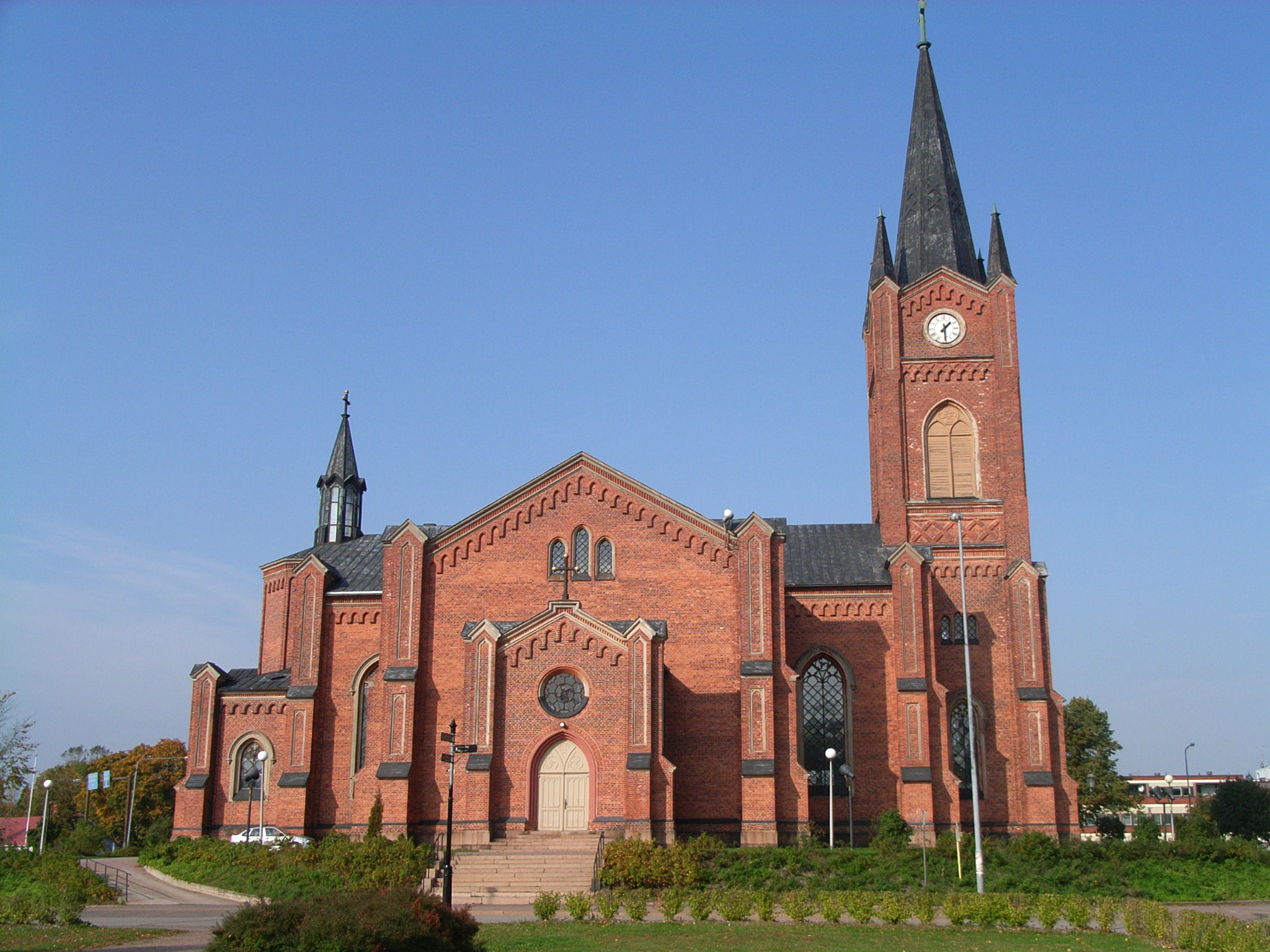
Lovisa kyrka från söder

Agricola finska församling (fi: Agricolan suomalainen seurakunta) är en församling i Lovisa stad och Lappträsk kommun i östra Nyland, Finland. Församlingen tillhör det finskspråkiga Helsingfors stift inom Evangelisk-lutherska kyrkan i Finland. Den har omkring 6 400 medlemmar (2022).
Församlingen inledde sin verksamhet den 1 januari 2019 när de finsktalande medlemmarna i de tidigare församlingarna Pernå församling, Lovisa finska församling, Lappträsks finska församling, Liljendals församling och Strömfors församling bildade en gemensam församling. Motsvarande församling för de svenskspråkiga heter Agricola svenska församling. Församlingarna har sitt namn efter Finlands reformator Mikael Agricola som var född i Pernå. Församlingarna är unika i den meningen att de inte bär själva kommunernas namn.
Församlingens första kyrkoherde var Seppo Apajalahti.
Församlingen bör inte förväxlas med den tidigare Agricola församling i Helsingfors, som fusionerades med Helsingfors domkyrkoförsamling 1999, och där Mikael Agricola kyrka ligger.